# Les Amies de ma femme
Pour plus de détails, voir Fiche technique et Distribution.
Les Amies de ma femme est un film franco-belge réalisé par Didier van Cauwelaert et sorti en 1992.

## Synopsis
Journaliste de renom à la télé, très aisé, Albert aime passionnément son épouse Victoire. Bonheur parfait donc, qui est troublé par les cinq amies de sa femme, qui confient à Victoire leurs peines de cœur et leurs névroses. Albert subit, ravalant sa colère. Mais il perd subitement son emploi et, de ce fait, son prestige. Il préfère cacher la vérité mais Victoire l’apprend. Voyant qu’il refuse de lui avouer la vérité sur sa situation, Victoire lui fait croire qu’elle le quitte et s’installe dans un appartement en face. Albert est dévasté et contre toute attente, ce sont les amies de sa femme qui vont l’aider à remonter la pente.

## Fiche technique
- Réalisation : Didier van Cauwelaert
- Scénario : Didier Van Cauwelaert, d'après le roman éponyme de Philippe Adler paru en 1987
- Directeur de la photo : Martial Thury
- Musique : Aldo Frank
- Montage : Yann Dedet
- Costumes : Sophie Marcou
- Durée : 90 minutes
- Date de sortie : 4 novembre 1992

## Distribution
- Michel Leeb : Albert Jollin
- Christine Boisson : Victoire Jollin
- Catherine Arditi : Marie-Jeanne
- Françoise Dorner : Hélène
- Nadia Farès : Béatrice de Mennoux
- Anne Kessler : Edmée
- Dominique Lavanant : Marguerite
- Françoise Christophe : la mère d'Edmée
- Jacques François : Gilbert Thonon
- Bernard Alane : Toucasse
- Olivier Pajot : Cabanier
- Nicolas Vaude : Charlie
- Fabienne Guyon : Adeline
- Karine Bellili : La fille d'Hélène